# دمیتری سولوویف
دمیتری سولوویف (روسی: Дмитрий Владимирович Соловьёв؛ زادهٔ ۱۸ ژوئیهٔ ۱۹۸۹) رقصنده روی یخ اهل روسیه است.
وی همچنین برندهٔ جوایزی همچون نشان دوستی شده‌است.